# Klaw
Klaw (Ulysses Klaue) is een personage uit de comics van Marvel Comics. Hij werd bedacht door Stan Lee en Jack Kirby en verscheen voor het eerst in Fantastic Four #53 in augustus 1966, onder de naam Ulysses Klaw. Klaw is een briljante natuurkundige gespecialiseerd in geluid. Dit kan hij gebruiken om zichzelf bovennatuurlijk sterk, snel en bestendig te maken, als vuurwapen en om onkwetsbare vormen aan te nemen. Nadat hij zijn rechterhand verloor, heeft hij die vervangen door een prothese waarmee hij elk wapen of voorwerp kan vormen in de vorm van solide geluid.
De Nederlandse stem van Klaw wordt ingesproken door Huub Dikstaal. 

## Biografie
Ulysses Klaue is de zoon van nazi Fritz Klaue, lid van een compagnie onder leiding van Baron Strucker. Die bevond zich tijdens de Tweede Wereldoorlog in opdracht van Adolf Hitler in Wakanda om daar informatie te verzamelen over hun geheime technologie. Na afloop van de oorlog ging hij naar België en veranderde hij zijn achternaam in Klaw.
Klaw wordt door zijn vader opgevoed met een enorme haat voor de bevolking van Wakanda. Hijzelf groeit uit tot natuurkundige met een specialisatie in geluidstoepassingen. Hij vindt een apparaat uit waarmee hij geluidsgolven om kan zetten in vaste materie. Dit vervolmaakt hij met het uit Wakanda gestolen buitenaardse metaal vibranium. Black Panther en op dat moment heersend koning van Wakanda T'Chaka komen in botsing, waarbij Klaw hem vermoordt. Daarmee wordt Klaw een aartsvijand van T'Chaka's zoon en opvolger als Black Panther, T'Challa. Diens poging tot wraak kost Klaw het gebruik van zijn rechterhand. Om aan erger te ontsnappen, springt hij in zijn eigen geluidsomvormer.
Wanneer hij weer opduikt, is Klaw veranderd in een volledig uit geluid bestaande levensvorm. Hij kan nu telepathisch geluidsgolven in allerlei vormen hanteren. Daarbij heeft hij zijn rechterhand vervangen door een prothese waarmee hij elk wapen of voorwerp kan vormen in de vorm van solide geluid. Ook kan hij kopieën maken van zichzelf.

## In andere media

### Marvel Cinematic Universe
Sinds 2015 verschijnt Ulysses Klaue in het Marvel Cinematic Universe waarin hij wordt vertolkt door Andy Serkis. Hierin heeft hij geen bovennatuurlijke krachten, maar doet hij dienst als wapenhandelaar met gebruikmaking van gestolen vibranium uit Wakanda. Deze Klaw heeft een linkerhand die transformeert in verschillende buitenaardse wapens. Ulysses Klaue komt onder ander voor in de volgende films en serie:
- Avengers: Age of Ultron (2015)
- Black Panther (2018)
- What If...? (2021) (stem) (Disney+)

### Televisieseries
Klaw is ook te zien in een aantal animatieseries, zoals Fantastic Four (1967), Spider-Man and His Amazing Friends, Fantastic Four (1994), Fantastic Four (2006), The Super Hero Squad Show, Black Panther, The Avengers: Earth's Mightiest Heroes, Ultimate Spider-Man en Ultimate Spider-Man. 

### Videospellen
Hij is een speelbaar personage in de computerspellen Lego Marvel Super Heroes 2 en Marvel: Future Fight.